# Thottea borneensis
Thottea borneensis är en piprankeväxtart som beskrevs av Valet.. Thottea borneensis ingår i släktet Thottea och familjen piprankeväxter. Inga underarter finns listade i Catalogue of Life.